# آنول مارتینیک
آنول مارتینیک (نام علمی: Anolis roquet) نام یک گونه از سرده آنول است.
انول سبز (Anolis carolinensis) یک سوسمار درختی است که در نواحی جنوب شرقی ایالات متحده ی آمریکا و برخی از جزایر کاراییب یافت میشود.اسامی عمومی که برای این حیوان استفاده میشوند عبارتند از انول سبز،انول آمریکایی و انول گلو قرمز.برخی اوقات به خاطر قابلیتی که این حیوان در تغییر رنگ دارد از آن با نام آفتاب پرست آمریکایی یاد میشود.هرچند که انول یک آفتاب پرست حقیقی نیست.
انول ها را میتوان در تانک های کوچک نگهداری نمود.یک محفظه ی 10 گالونی برای یک یا دو انول کفایت میکند.محفظه های بزرگتر بهتر هستند، و در صورتی که از تعداد زیادی انول نگهداری میکنید، نیاز به فضای زیادی دارید.شما باید در هر تانک فقط یک انول نر داشته باشید.ماده ها تا زمانی که تانک شرایط مناسب دارد و فضای کافی برای همه وجود دارد با هم کنار می آیند.یک در امن و ضد فرار هم لازم است.
بستری از خاک پیت موس و خاک معمولی به همراه لایه ای از پوست خشک درختان مناسب است.گیاهان طبیعی و زنده به تامین رطوبت و مکان پنهان شدن حیوان کمک میکنند.تکه هایی از پوست درختان به همراه شاخ و برگ خشک شده ی آنها برای بالا رفتن حیوان نیاز است.
در طی روز، در محفظه دمایی بین 24-27 درجه باید فراهم شود.دمای ناحیه ی آفتاب گیری باید در حدود 29-32 درجه باشد.ترکیبی از بخاری زیر تانکی و لامپ های گرماده خوب عمل میکند.دمای نقاط مختلف محفظه را مرتب با دماسنج چک کنید.در طی شب هم دما را بین 18 تا 24 درجه قرار دهید.برای گرم کردن محیط در شب از لامپ های گرماده استفاده نکنید.پدهای گرمایی برای این منظور مناسب تر هستند.
در کنار لامپ گرماده، لامپ های تولید کننده ی اشعات UVA و UVB هم به مدت 10-12 ساعت در شبانه روز باید روشن باشند.
رطوبت محیط باید در حدود 60 تا 70 درصد باشد.این مقدار معمولا با کمک آبپاشی محیط حاصل میشود.برای افزایش مقدار رطوبت میتوانید در محفظه را بیشتر پوشش دهید و یا به مقدار گیاهان زنده ی محیط بیفزایید.رطوبت حاصل در محیط میتواند آب آشامیدنی حیوان را نیز تامین کند.اگر ظرف آبی هم در محیط قرار دهید برای آشامیدن حیوان مناسب خواهد بود.
انول ها حشره خوار هستند و بد غذا نیستند.هرچند که شما میتوانید از جیر جیرک ها به عنوان بخش اصلی استفاده کنید، ولی سعی کنید از سایر حشرات هم استفاده کنید.حشرات باید قبل از قرار گرفتن در مقابل حیوان از منابع غنی ویتامینی تغذیه شده باشند.غذا باید سایز در حدود نصف اندازه ی سر حیوان داشته باشد.هر چند روز یکبار به حیوان 2-3 عدد حشره دهید.